# Épiais-lès-Louvres
Épiais-lès-Louvres ist eine Gemeinde im Département Val-d’Oise in der Île-de-France mit 141 Einwohnern (Stand: 1. Januar 2022), die Épiaisois genannt werden. Sie gehört zum Kanton Goussainville (bis 2015: Kanton Gonesse) im Arrondissement Sarcelles.

## Geographie

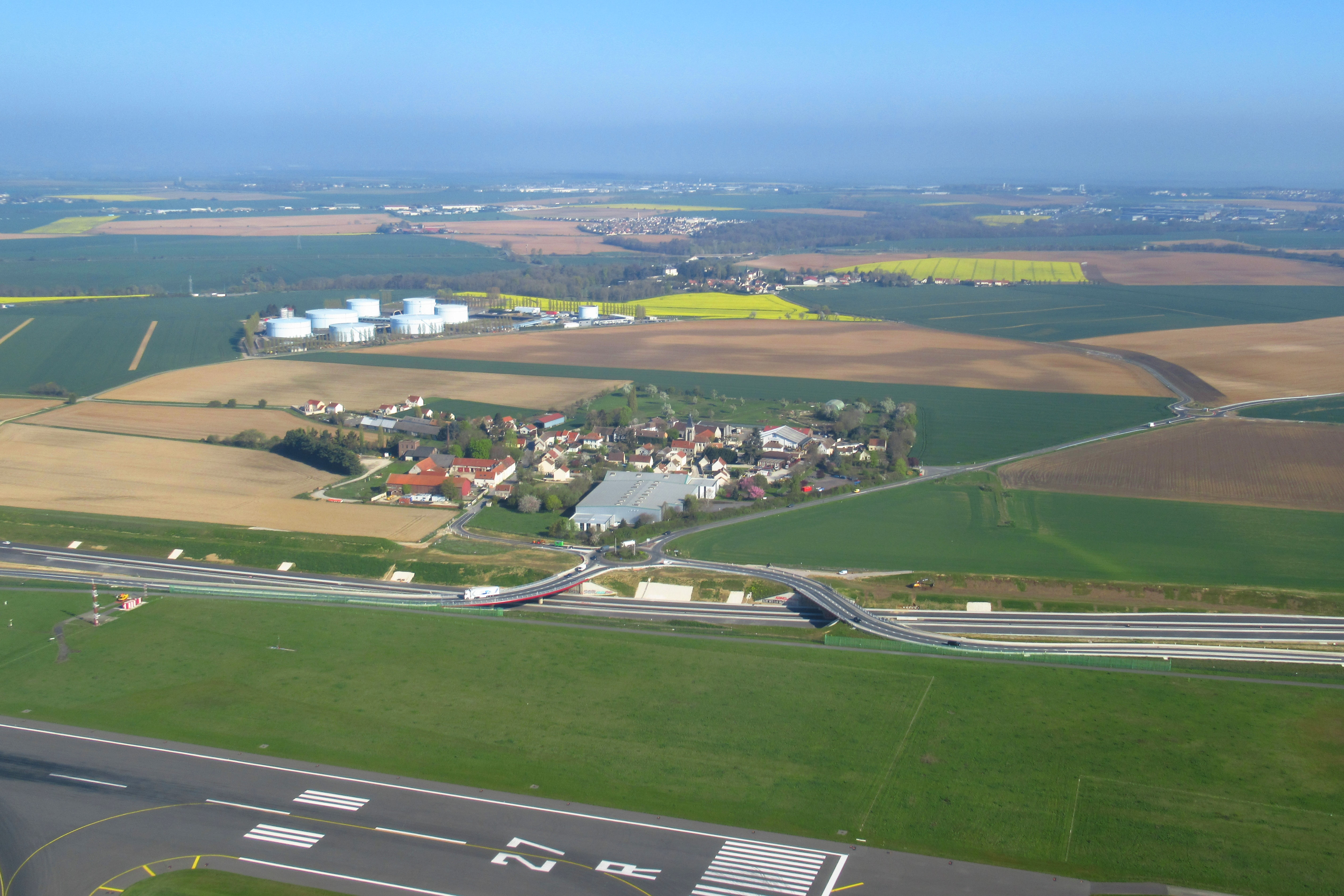
Épiais-lès-Louvres

Épiais-lès-Louvres liegt etwa 25 Kilometer nordöstlich von Paris. Umgeben wird Épiais-lès-Louvres von den Nachbargemeinden Chennevières-lès-Louvres im Norden, Vémars im Nordosten, Mauregard im Süden und Osten, Roissy-en-France im Südwesten sowie Louvres im Westen und Nordwesten.
Durch die  Gemeinde führt die Autoroute A1. Im Süden der Gemeinde liegt der nördliche Teil des Flughafens Paris-Charles-de-Gaulle.

## Bevölkerung
| Jahr      | 1962 | 1968 | 1975 | 1982 | 1990 | 1999 | 2006 | 2013 |
| --------- | ---- | ---- | ---- | ---- | ---- | ---- | ---- | ---- |
| Einwohner | 101  | 108  | 151  | 84   | 80   | 60   | 74   | 113  |

## Sehenswürdigkeiten

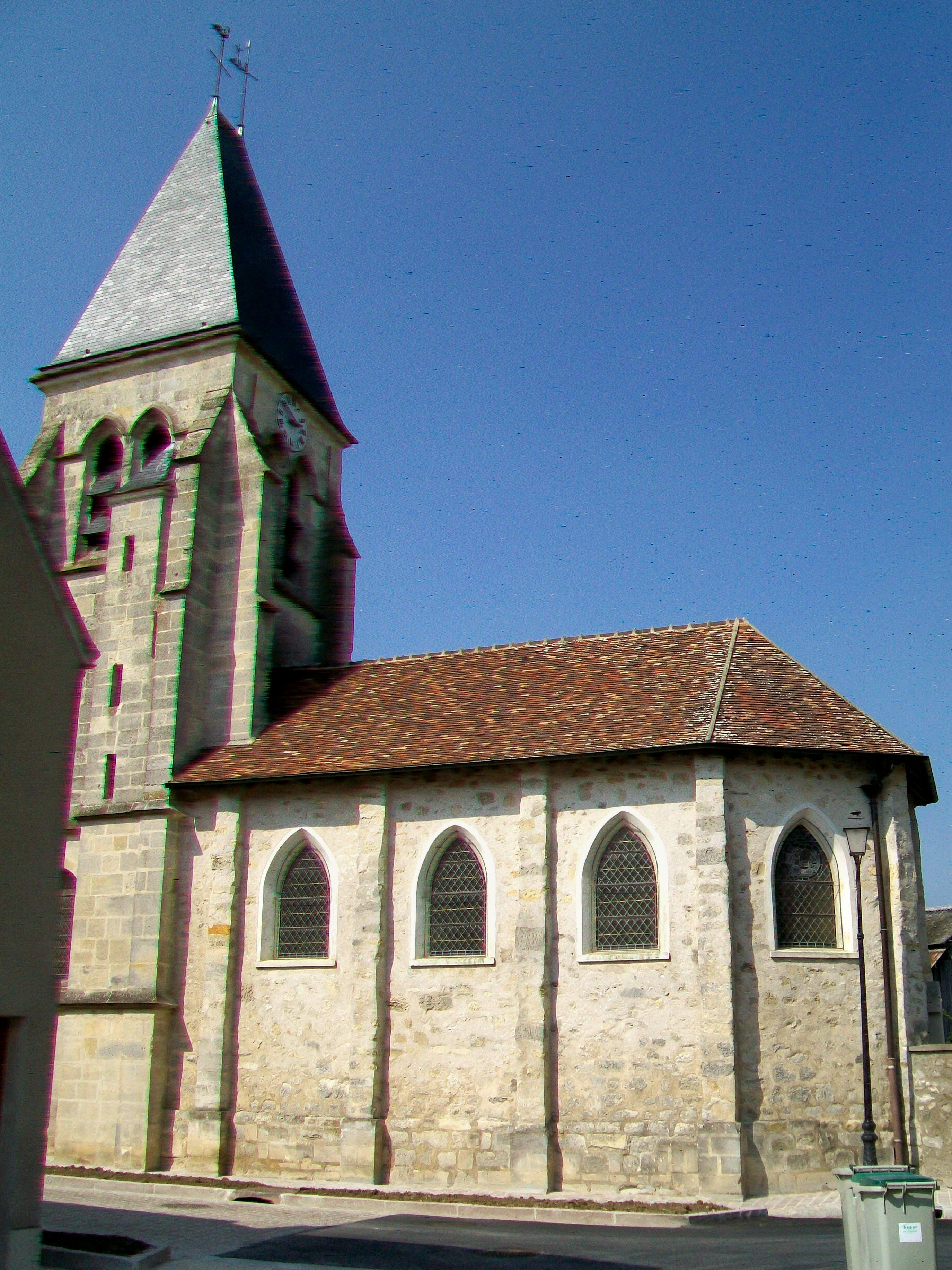
Kirche Notre-Dame-de-l'Assomption

Siehe auch: Liste der Monuments historiques in Épiais-lès-Louvres
- Kirche Notre-Dame-de-l'Assomption
- Zwei Großkreuze, jeweils Monument historique